# Альварес Альхесирас, Херман
Херман Альварес де Альхесирас и Хименес (исп. Germán Álvarez de Algeciras y Jiménez; 1848, Херес-де-ла-Фронтера, Андалусия — 1912, Херес-де-ла-Фронтера, Андалусия) — испанский художник.

## Биография
Родился в 1848 году в Херес-де-ла-Фронтера. Учился живописи в Кадисской академии художеств, после окончания которой получил стипендию для образовательной поездки в Рим в так называемую Испанскую академию. В Риме Альварес прожил пять лет (1871—76) и посещал Академию Киджи.
После возвращения в Испанию, начиная с 1879 года преподавал живопись в родном городе Херес, а в 1885 году стал ректором местной рисовальной школы, именовавшейся Академией изящных искусств Сан-Доминго.
Неоднократно выставлял свои работы на ежегодной испанской Национальной выставке изящных искусств.
Скончался в городе Херес в 1912 году. В память о нём в городе была названа улица.

## Галерея

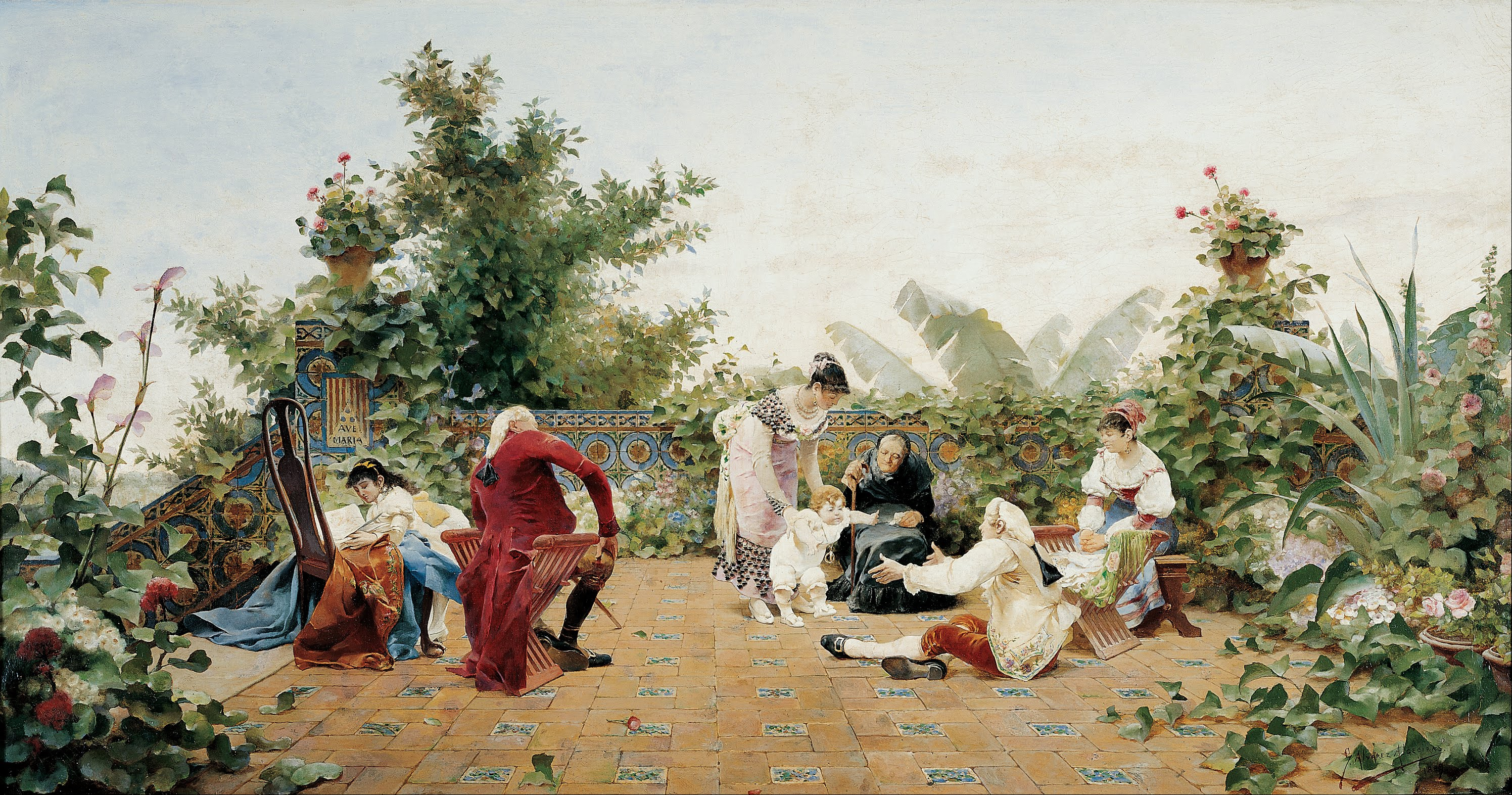
Первые шаги
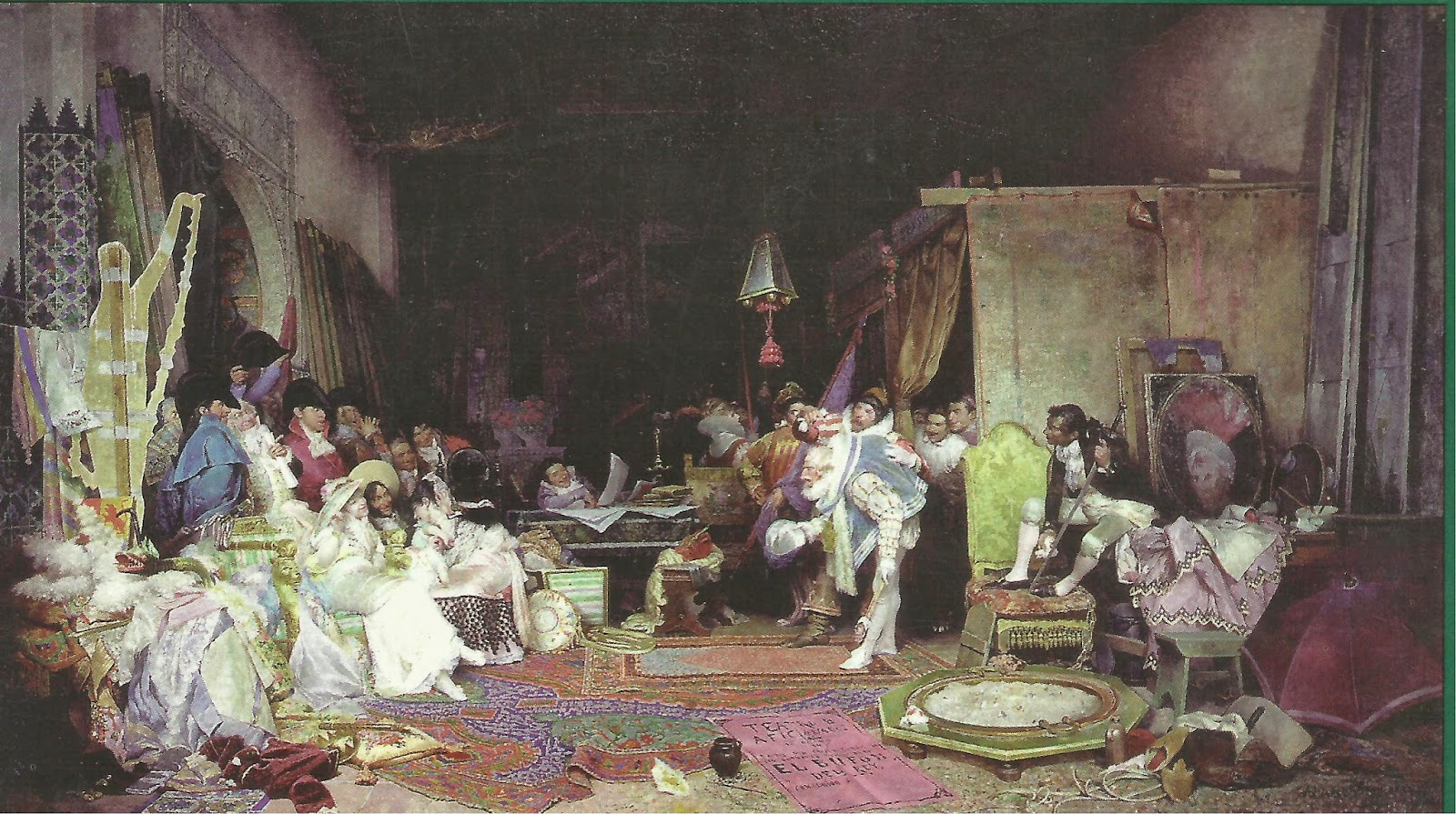
Королевский шут
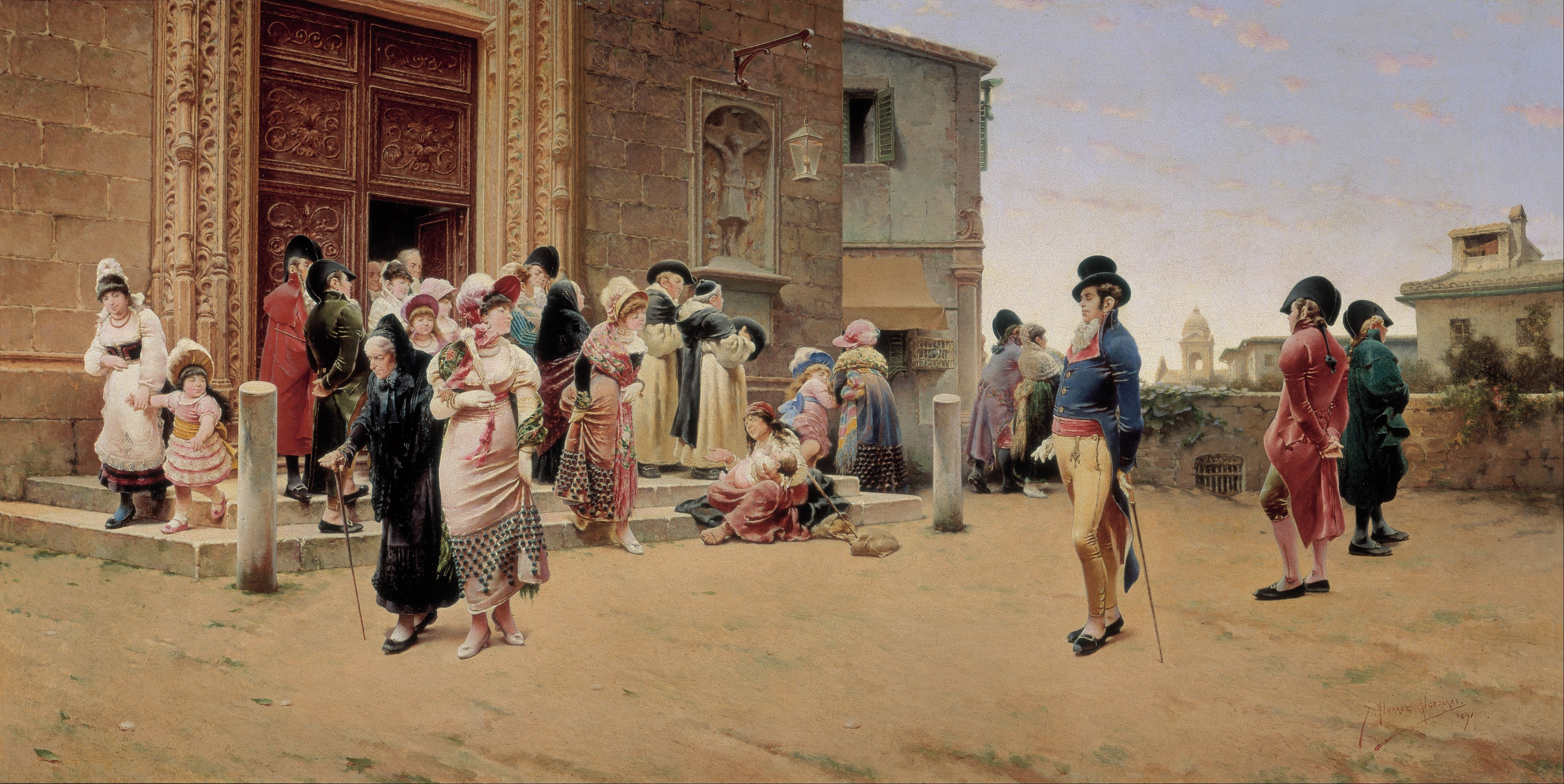
Выход из церкви